# 文学学士 (BLitt)
文学学士（拉丁語：Baccalaureus Litterarum，缩写为B. Litt.）是一種第二学士学位，它授予给已经取得第一个学士学位并进一步深入研究该领域的学生。与前几个世纪前相比，该学位目前已经显得非常罕见，目前仅由澳大利亚的两所大学和土耳其的四所大学授予。
在英国，该学位曾经由牛津大学、伯明翰大学在内的少数大学授予。直到1977年，牛津大学仍授予该学位，但后来它被更注重研究的“文学硕士（M. Litt）”学位所取代。直到20世纪60年代，如果牛津大学博士生的博士学位论文没能通过而又不愿继续修改的，他们可以选择接受BLitt学位。

## 获得B.Litt学位的名人
- 钱锺书曾在牛津大学获得该学位，其妻杨绛曾在《记钱锺书与围城》一文中写过：“（钱锺书）一九三五年考取英庚款到英国牛津留学，一九三七年得副博士（B. Litt.）学位。”2001年9月7日，杨绛在清华大学“好读书”奖学金仪式上，特地对主持人就钱锺书牛津大学学位的介绍进行了纠正，说他所获并非“副博士”而是学士[1]。
- 王佐良，中国诗人、英国文学研究专家。1947年获英国庚款资助，在牛津大学墨顿学院读B.Litt.
- 罗伯特·格雷夫斯，英国诗人与小说家，1926年于牛津获得该学位。
- 欧文·巴菲尔德，英国作家、诗人、哲学家与律师，1922年于牛津获得该学位。
- 克林斯·布鲁克斯，美国文学批评家。美国田纳西州范德堡大学毕业，新奥尔良杜兰大学硕士，获罗德奖学金，1929年至1931年到牛津艾克赛特学院重读本科，1932年取得“B.Litt.”学位。
- 弗朗西斯·奥托·马西森，美国文学批评家。1923年读完耶鲁大学本科，随即赴牛津留学，于1925年的获得B.Litt.学位[2]。